# Kaj Stenvall
Kaj Kristian Stenvall (* 25. Dezember 1951 in Tampere) ist ein finnischer Künstler. Er wurde international bekannt, als er ab 1989 anfing eine  „bekannt aussehende Ente“ zu malen. Viele vergleichen seine Enten mit Donald Duck. Stenvall behauptet die Figur selbst geschaffen zu haben, während er die Ähnlichkeit mit der berühmtesten Ente der Welt zugesteht. Seine Bilder werden auch auf Ansichtskarten und Poster gedruckt. Er ist zudem durch Postcrossing bekannt geworden, da seine Ansichtskarten von finnischen Postcrossern international verschickt werden und dabei auch außerhalb Finnlands Anklang finden.
Stenvall absolvierte eine Kunstausbildung in Turun taideyhdistyksen piirustuskoulu/Åbo ritskola (Turku, Finnland) zwischen 1971 und 1974. Er hat eine Galerie in Helsinki.